# Colectomie

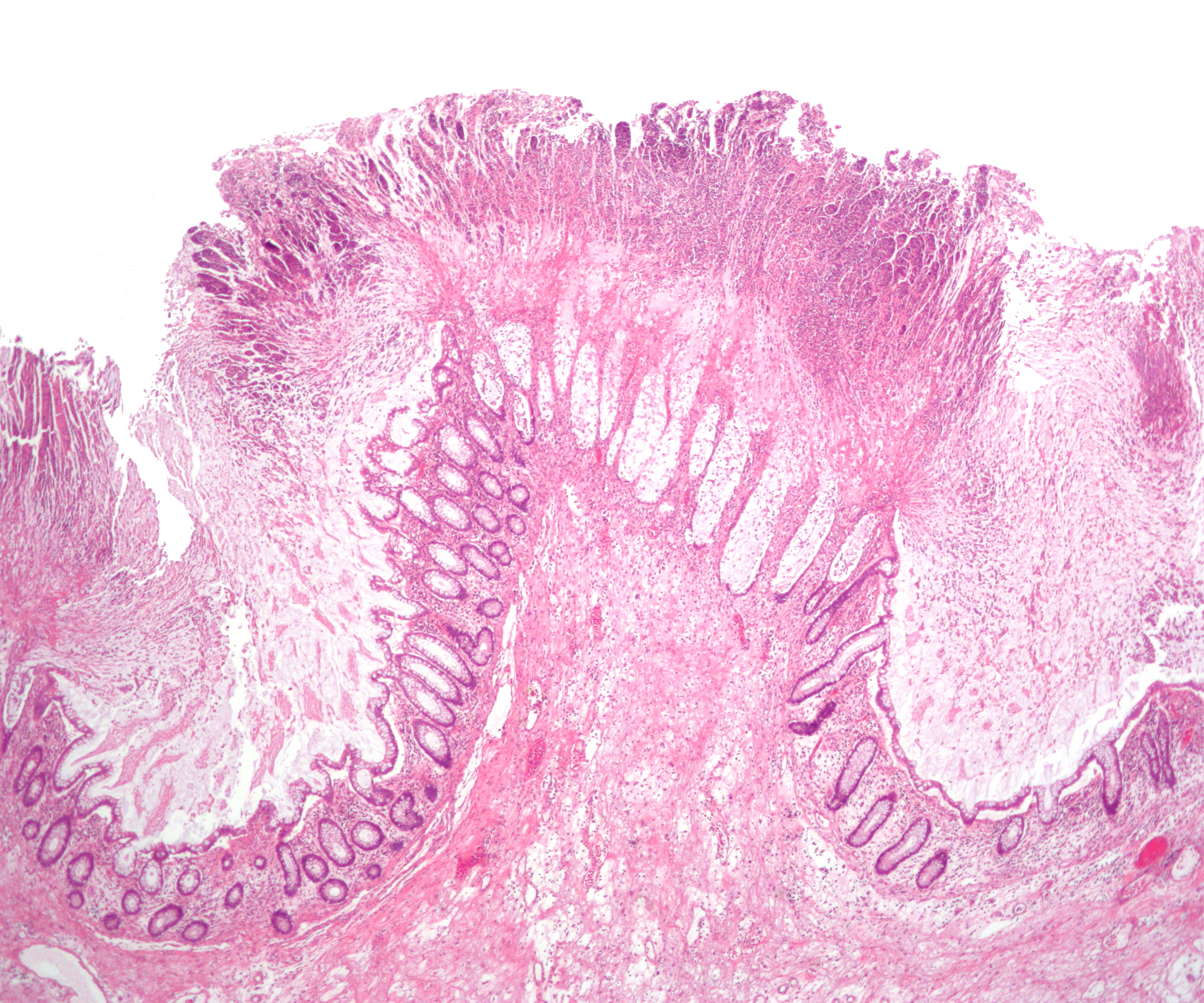
Membrane du colon

Une colectomie est une opération chirurgicale qui correspond à l'ablation d'une partie ou de la totalité du côlon. Elle peut aussi être accompagnée de l'ablation du rectum.

## Préparation
Une préparation (vidange colique mécanique ou par laxatifs) n'est pas nécessaire, de même qu'une antibiothérapie pré-opératoire. 

## Suites
Après une colectomie, souvent un appareillage (iléostomie ou colostomie, anciennement appelé anus artificiel) doit être mis en place. Cet appareillage permet de dévier les selles sur une poche en plastique qui est collée sur le ventre et doit être renouvelée plusieurs fois par semaine.
La plupart du temps, l'iléostomie est temporaire.
Après une colectomie totale, deux anastomoses (réservoirs) sont possibles :
- l'anastomose iléorectale où l'iléon est relié au rectum.
- l'anastomose iléoanale où l'iléon (dernière partie de l'intestin grêle) est relié directement à l'anus. Cette dernière possibilité implique une coloprotectomie totale où le rectum est aussi enlevé. Le réservoir interne est appelé réservoir iléal en J. Cette opération est lourde et il faut compter plusieurs mois de rétablissement. Un transit régulier s'instaure au fur et à mesure pour se stabiliser à environ quatre selles par jour.

La colectomie est la première intervention qui a bénéficié de la récupération rapide après chirurgie. Cette technique, développée par le Professeur Kehlet en 1995 permet de réduire le taux de complication et la durée de séjour. Elle fait l'objet de nombreuses publications et s'étend désormais à d'autres indications.